# Matabeleland

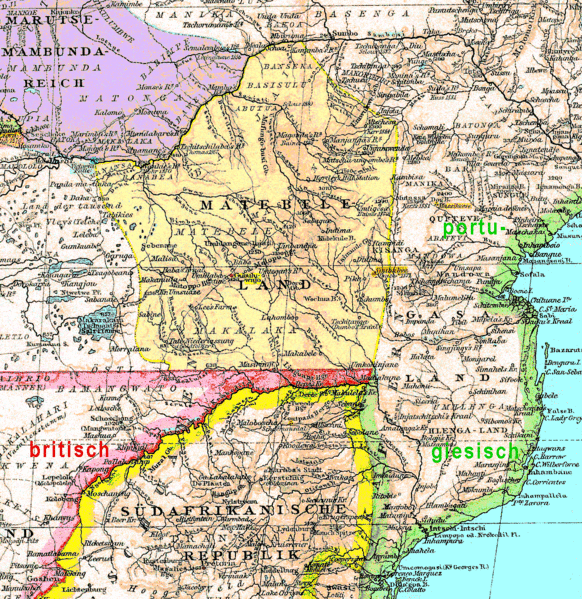
Matabele-Königreich um 1880

Das Matabeleland oder Matabele-Land ist eine Region im Süden von Simbabwe und seit den 1830er Jahren von den Ndebele besiedelt, die sich durch Abspaltung von den im Osten Südafrikas lebenden Zulu gebildet haben.

## Geopolitik, Wirtschaft & Geschichte
Die größte Stadt der Region ist Bulawayo. Das Land ist fruchtbar, jedoch semiarid. Die Gegend besitzt Kohle- und Goldvorräte, die industriell in Gold- und anderen Mineralienminen verarbeitet werden. Aufgrund der Seltenheit von Regenfällen kommt es allerdings zunehmend zu geschwächten Industrien in der Region. Obwohl die Regierung versprach, Wasser durch das Matabeleland Zambezi Water Project in die Region zu führen, wurde dies noch nicht durchgeführt. Neben dem Anbau von Getreide, Zucker und Baumwolle wird auch Gold abgebaut.
Vor Einwanderung der Matabele gab es in dieser afrikanischen Region nacheinander zwei Nachfolgestaaten des (ersten) Mutapa-Reiches. Deren Zentren sind inzwischen Ruinenstätten: Khami war das Zentrum des Torwa-Staates, Dhlodhlo (Danangombe) Zentrum des Changamire-Staates.

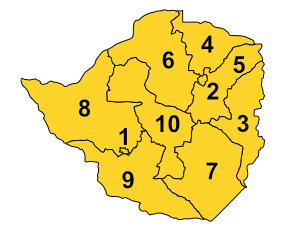
1 = Bulawayo
8 = Matabeleland North
9 = Matabeleland South

Von 1837 bis 1893 war das Matabeleland Kerngebiet des souveränen Matabele-Königreichs, das nach 1860 auch die weiterhin mehrheitlich von Shona bewohnten Gebiete des späteren Simbabwe umfasste.
Das Land wurde um die Wende zum 20. Jahrhundert von den Kolonialtruppen der Briten erobert (Matabeleaufstand). In diesen Jahren betrug die Anzahl der Einheimischen rund 160.000 Seelen.
Seit dem späten 20. Jahrhundert gliedert sich das Gebiet in die simbabwischen Verwaltungsgebiete Matabeleland North und Matabeleland South.
In den 1980er Jahren ging das simbabwische Staatsoberhaupt Robert Mugabe aus Angst vor politischer Konkurrenz gewaltsam gegen Einwohner des Matabelelands vor und ließ Zehntausende töten.